# Desnutrición crónica
La desnutrición crónica es un proceso por el cual las reservas orgánicas que el cuerpo ha ido acumulando mediante la ingesta alimentaria se agotan debido a una carencia calórico-proteica. Retrasando el crecimiento de fetos, infantes, niños y adolescentes.